# Ben Lomond
Ben Lomond (gaelsky Beinn Laomainn) je hora ve Skotské vysočině (Highlands). Leží na východním břehu jezera Loch Lomond.
S výškou 974 m (3196 stop) patří mezi tzv. Munros, což jsou skotské hory vyšší než 3000 stop.

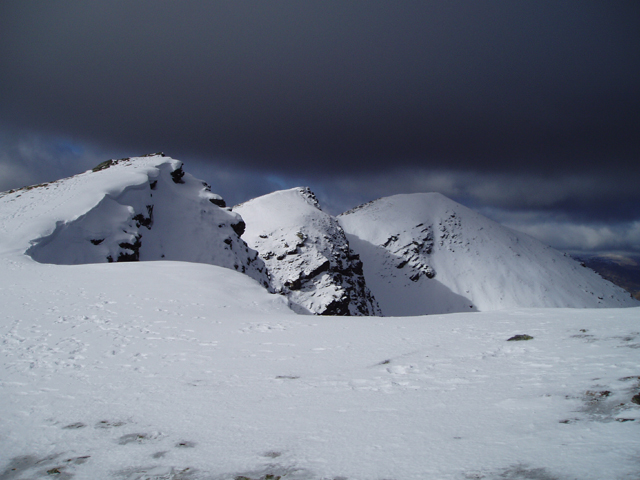
Vrcholová část Ben Lommond v zimě